# Pióro i kałamarz
Pióro i kałamarz (duń. Pen og Blækhuus, współ. duń. Pen og blækhus) – baśń literacka autorstwa Hansa Christiana Andersena, wydana po raz pierwszy w grudniu 1859 roku.

## Publikacja
Andersenowska baśń literacka Pióro i kałamarz została po raz pierwszy opublikowana w Kopenhadze przez wydawnictwo C. A. Reitzel 9 grudnia 1859 roku w antologii Nowe baśnie i opowieści. Zbiór czwarty (duń. Nye Eventyr og Historier. Første Række. Fjerde Samling. 1860). Utwór był wznawiany dwukrotnie za życia pisarza: 12 grudnia 1867 roku (duń. Femten Eventyr og Historier. 1867) oraz 10 grudnia 1870 roku (duń. Eventyr og Historier. Tredie Bind. 1870). W katalogu dzieł Hans Christian Andersena autorstwa B.F. Nielsena baśń opatrzona jest numerem 795. Autorem ilustracji do baśni był Lorenz Frølich.
Istnieją tłumaczenia na szereg języków europejskich, m.in. na niemiecki i angielski.

## Tematyka
Bohaterami baśni Andersen uczynił kałamarz i gęsie pióro, które dyskutują ze sobą, poruszając kwestię natchnienia przy powstawaniu dzieł literackich. Ich spór zostaje rozstrzygnięty przez poetę, dla którego dawcą natchnienia przy wszelkiego rodzaju twórczości jest Bóg.

## Polskie przekłady
Pierwszy przekład baśni na język polski opublikowała w 1931 roku Stefania Beylin w sześciotomowym zbiorze Baśnie, wydanym w Warszawie przez Wydawnictwo Jakuba Mortkowicza. Współczesny przekład z języka duńskiego autorstwa Bogusławy Sochańskiej ukazał się w 2006 roku w trzytomowej antologii Baśnie i opowieści (tom II 1852–1862) wydanej w Poznaniu przez Media Rodzina.

## Galeria

Ilustracje baśni Pióro i kałamarz
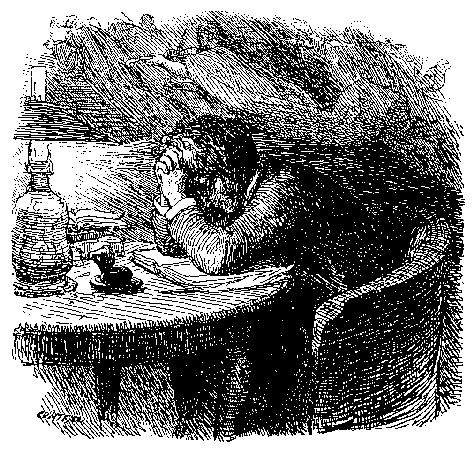
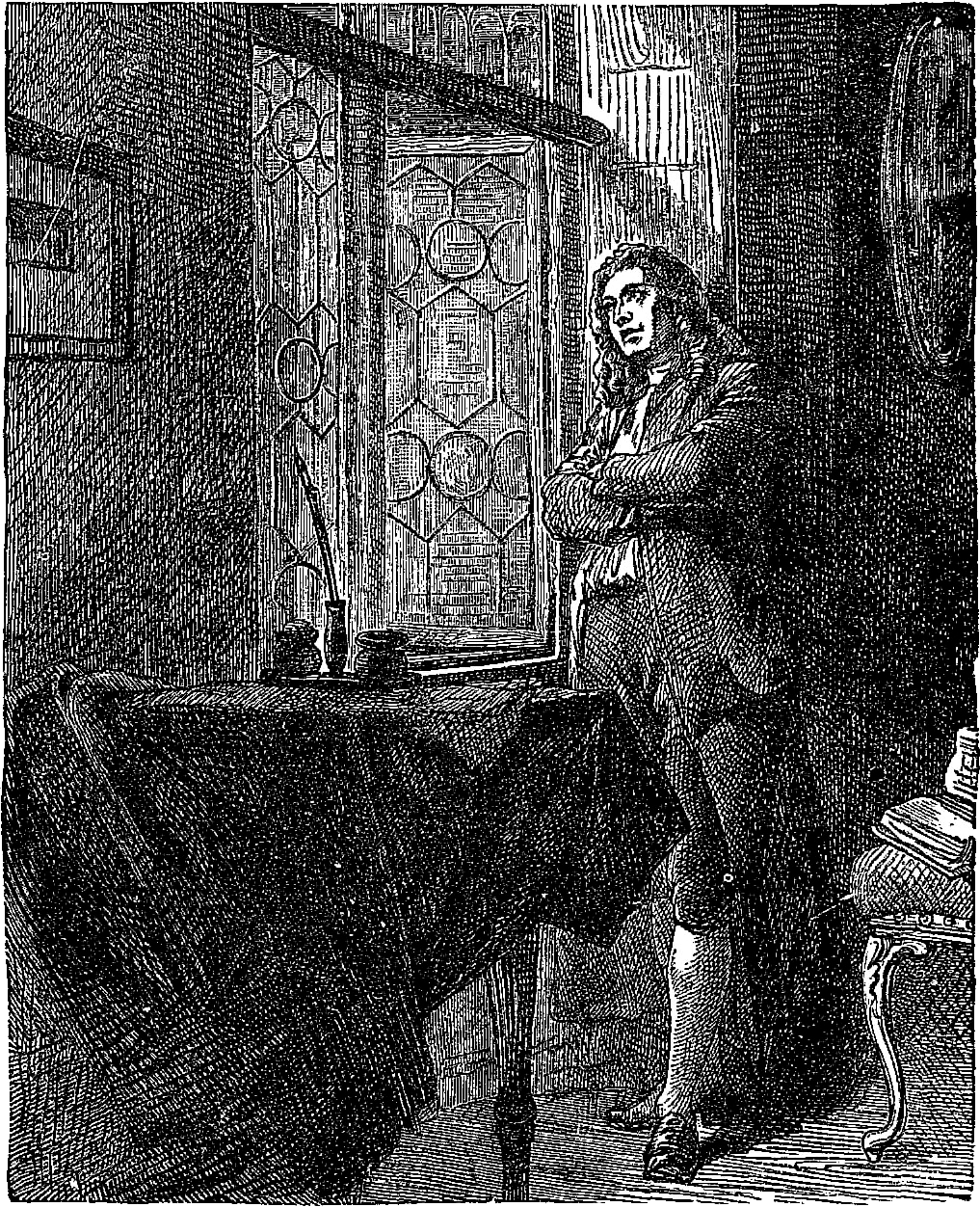
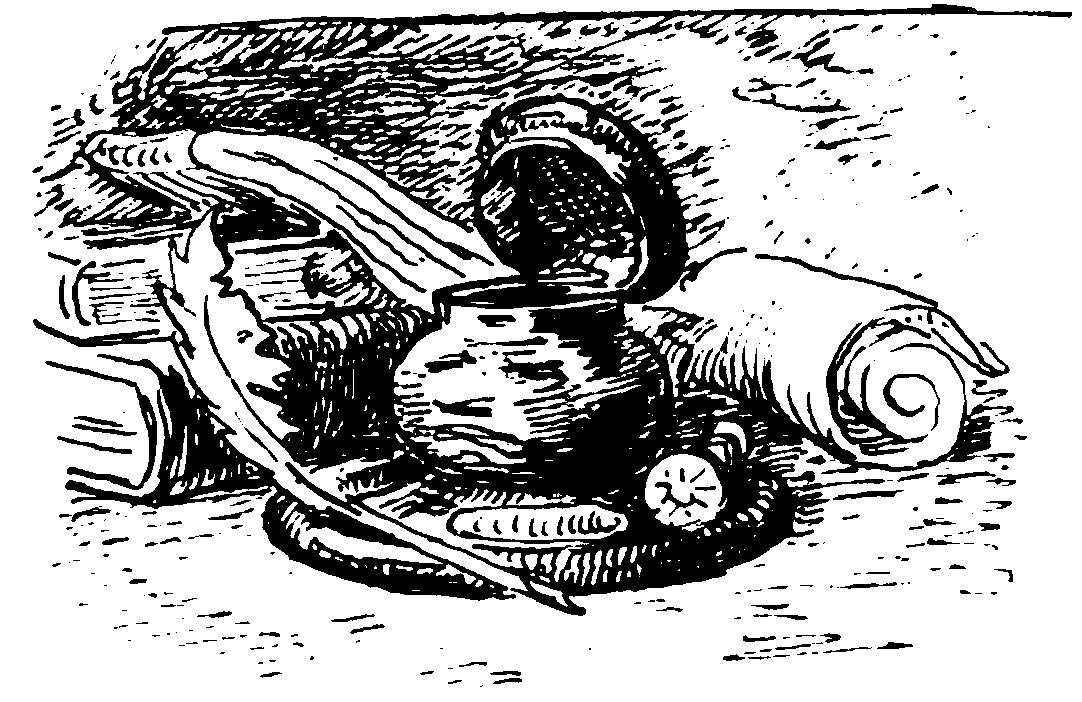
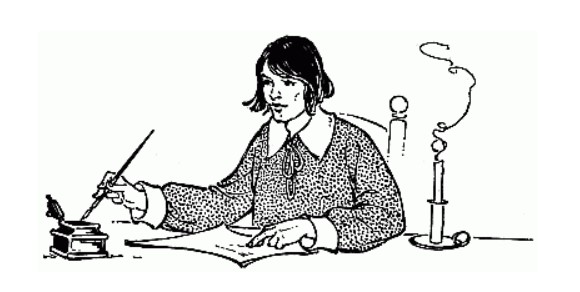